# Blahoňov
Blahoňov (německy Blahoniow) je osada, část obce Kuřimské Jestřabí v okrese Brno-venkov v Jihomoravském kraji. Nachází se v Křižanovské vrchovině, asi 1 km na jih od Kuřimského Jestřabí. Žije zde 11 obyvatel. Katastrální území Blahoňova má rozlohu 1,06 km².

## Historie
První písemná zmínka o vsi je z roku 1390. Od roku 1850 byl Blahoňov samostatnou obcí, do roku 1990 byl jeho součástí i nedaleký Prosatín. Součástí Kuřimského Jestřabí se Blahoňov stal 1. ledna 1995.
K 1. lednu 2005 byla osada Blahoňov, jako součást obce Kuřimské Jestřabí, společně s dalšími 23 obcemi převedena z okresu Žďár nad Sázavou (Kraj Vysočina) do okresu Brno-venkov (Jihomoravský kraj).

## Obyvatelstvo
| Rok            | 1869 | 1880 | 1890 | 1900 | 1910 | 1921 | 1930 | 1950 | 1961 | 1970 | 1980 | 1991 | 2001 | 2011 | 2021 |
| -------------- | ---- | ---- | ---- | ---- | ---- | ---- | ---- | ---- | ---- | ---- | ---- | ---- | ---- | ---- | ---- |
| Počet obyvatel | 23   | 24   | 25   | 28   | 32   | 34   | 27   | 24   | 20   | 22   | 12   | 10   | 6    | 8    | 11   |
| Počet domů     | 4    | 4    | 4    | 4    | 5    | 5    | 5    | 5    | 5    | 5    | 4    | 5    | 6    | 5    | 4    |

Vývoj počtu obyvatel